# Je te promets (série télévisée)
Pour les articles homonymes, voir Je te promets.
Je te promets est une série télévisée franco-belge en 32 épisodes de 52 minutes créée par Brigitte Bémol et Julien Simonet, et diffusée entre le 1er février 2021 et le 24 avril 2023 sur TF1.
Il s'agit d'un remake de la série télévisée américaine This Is Us créée par Dan Fogelman.
La série était disponible en France sur la plateforme Salto depuis le 22 janvier 2021 et sur TF1 depuis le 1er février 2021. En Belgique, la série est diffusée depuis le 27 janvier 2021 sur RTL TVI puis à partir du 17 février 2021 sur Plug RTL en raison des mauvaises audiences en Belgique.

## Synopsis
La série suit, au travers des époques, la vie de Florence et Paul et de leurs trois enfants, Maud, Michaël et Mathis, tous trois nés au moment de l'arrivée au pouvoir de François Mitterrand, en 1981.
L'intrigue alterne continuellement les scènes se déroulant à l'époque contemporaine dans lesquelles apparaissent les membres de la fratrie adultes, leurs familles et leur mère, et celles des années 1980 et 1990 où les parents sont en compagnie de leur progéniture encore dans l'enfance ou l'adolescence.

## Distribution

### Acteurs principaux
- Camille Lou : Florence Gallo, 30 ans
  - Nathalie Roussel : Florence, 55 ans
- Hugo Becker : Paul Gallo
  - Fernand Texier : Paul, enfant (saisons 2 et 3)
- Marilou Berry : Maud Gallo
  - Mathilde Abd-El-Kader : Maud, 16 ans
  - Midie Dreyfus (saisons 1 et 2) puis Maëlys Flavigny (saison 3) : Maud, 10 ans
- Guillaume Labbé : Michaël Gallo
  - Hugo Questel : Michaël, 10 ans
  - Axel Naroditzky : Michaël, 16 ans
- Narcisse Mame : Mathis Gallo
  - Mahamadou Yaffa (saisons 1 et 2) puis Enaël Djehe (saison 3) : Mathis, 10 ans
  - Dembo Camilo : Mathis, 16 ans
- Léonie Simaga : Agnès Gallo
  - Inès D’Assomption : Agnès, jeune (saisons 2 et 3)
  - Gabrielle Tiacoh (saison 3) : Agnès, enfant
- Marc Riso : Tanguy Besset
- Bass Dhem : Amidou Sangharé, âgé (saisons 1 et 2)
  - Léo Daudin (saison 1) puis Souleymane Sylla (saison 2) : Amidou, jeune
- Sara Martins : Estelle Bassembo (saisons 2 et 3)
  - Mariamou Tounkara : Estelle, jeune (saison 3)
- François Berléand : Alexandre Gallo, âgé (saison 3)
  - François Pouron : Alexandre, adulte (saison 3)
  - Antoine Roubet Correge (saison 2) puis Roméo Blanalt (saison 3) : Alexandre, enfant

### Acteurs récurrents

#### Introduits dans la saison 1
- Lionnel Astier : José Benetto, âgé 
  - Bruno Sanches : José, jeune (saisons 1 et 2, invité saison 3)
- Mathilde Hascoat : Violette Gallo
  - Amélia Ewu : Violette en 2040
- Keren Ekoli Wawina : Ana Gallo
  - Juliette Camaroes : Ana en 2040
- Marie-Julie Baup : Maëlle (saison 1, invité saison 2)
- Anne Loiret : Geneviève, mère de Florence (saison 1, invite saison 2)
- Emmanuel Salinger : Robert
- Patrick Chesnais : Dr Michelin (saison 1, invité saison 2)
- Natacha Lindinger : Olivia Paris
- Sébastien Boissavit : Roland Gallo, père de Paul et Alexandre

#### Introduits dans la saison 2
- Charlie Bruneau : Julie Cointro
  - Lou Gable : Julie, jeune (saisons 2 et 3)
  - Marie-Lou Vidaud : Julie, adulte
- Noémie Zeitoun : Mélodie (saisons 2 et 3)
- Sandy Afiuni : Rose (saisons 2 et 3)
- Catherine Hosmalin : Jacqueline
- Charlotte Talpaert : Lydia, mère de Rose (saisons 2 et 3)
- Victor Assié : Hugues

#### Introduits dans la saison 3
- Adil Dehbi : Émile
- Hervé David : Jean-Maxime, directeur technique
- Constance Dollé : Carole, mère d’Agnès

### Acteurs secondaires et invités

#### Introduits dans la saison 1
- Janis Abrikh : Coach Kevin
- Juliette Allain : Laura
- Phillip Schurer : Philippe, patron de Mathis
- Virginia Anderson : Isabelle
- Julien Alluguette : Pierre-Olivier
- Alice Raucoules : Maryline
- Patrick Hamel : Grégoire
- Frédéric Kneip : Georges, père de Florence

#### Introduits dans la saison 2
- Jean-Marc Barr : lui-même (saison 2)
- Anne Brochet : Catherine, thérapeute
- Emmanuel Cuchet : Jacques
- Denis Lefrançois : Damien Honoré (saisons 2 et 3)

#### Introduits dans la saison 3
- Sullivan Damascene : père d’Agnès
- Nikos Aliagas : lui-même, animateur de The Voice
- Marc Lavoine : lui-même, coach de The Voice
- Vianney : lui-même, coach de The Voice
- Florent Pagny : lui-même, coach de The Voice
- Amel Bent : elle-même, coach de The Voice
- Cheikh Tijaan Sow : Django
- Maud Martin : Maryse
- Bernard Bloch : Joël Dumorel, vétéran unijambiste
- Vanessa Liautey : Présentatrice JT en 2040
- Julien Ellenrieder : Laurent, ex d’Estelle

## Production

### Développement
La série est annoncée le 28 septembre 2018.
Lors du renouvellement pour une saison 2, les producteurs ont révélé que si la première saison était proche de celle de la série originale, ils commenceraient à prendre des libertés pour la suite de l'histoire.

### Attribution des rôles
En décembre 2019, Marilou Berry est la première actrice annoncée au générique. Les rumeurs indiquaient également la participation de Camille Lou.
En janvier 2020, Marilou Berry et Camille Lou sont confirmées, au même moment que le dévoilement des autres acteurs principaux : Guillaume Labbé, Narcisse Mame, Hugo Becker, Nathalie Roussel.

### Tournage
Le tournage de la première saison est prévu à Paris, à Fouras et à La Rochelle, du 27 janvier au 27 avril 2020. Toutefois, il est suspendu à cause de la pandémie de Covid-19 et reprend le 15 juin 2020.
Le tournage de la deuxième saison se déroule à Paris, à La Rochelle, et à Marans à partir du 22 juin 2021 et se poursuit jusqu'en octobre 2021.

### Fiche technique
Sauf indication contraire, les informations mentionnées dans cette section peuvent être confirmées par les bases de données cinématographiques IMDb et Allociné,  présentes dans la section « Liens externes ».
- Titre original : Je te promets
- Création : Brigitte Bémol et Julien Simonet, d'après l'idée de Dan Fogelman
- Réalisation : Arnaud Sélignac et Renaud Bertrand
- Scénario : Brigitte Bémol et Julien Simonet, d'après l'idée de Dan Fogelman
- Musique : Fabrice Aboulker et Pascal Steve
- Costumes : Fabienne Katany
- Photographie : Éric Guichard et Vincent Warin
- Montage : Laurence Bawedin, Bénédicte Gellé, Kako Kelber et Myriam Cadene
- Production : Aline Besson et Isabelle Drong
- Société de production : Authentic Prod et 20th Television
- Société de distribution : Groupe TF1
- Pays d'origine :  France,  Belgique
- Langue d'origine : français
- Format : couleur
- Genre : drame
- Durée : 52 minutes
- Dates de première diffusion :
  - France : 22 janvier 2021 (Salto) ; 1er février 2021 sur TF1
  - Belgique : 27 janvier 2021 sur RTL TVI

## Épisodes

### Première saison (2021)
1. Le grand soir
2. Échappatoires
3. Secret inavouable
4. La Ligue des Champions
5. Rivalités fraternelles
6. Cadeau empoisonné
7. Mauvaise mère !
8. Le jour où c’est arrivé
9. La bonne décision
10. Les preuves d’amour
11. Aux origines
12. La révélation

### Deuxième saison (2022)
Elle se compose de douze épisodes et est diffusée du 31 janvier au 7 mars 2022 sur TF1 et en avant-première du 21 janvier au 18 février 2022 sur Salto.
1. Nouvelle vie et nouveaux défis
2. La chanteuse de la famille
3. L’idole de la famille
4. Les menteurs
5. Face à la douleur
6. La mort de Paul
7. Le deuil
8. Thérapie familiale
9. Voiture familiale
10. Fiesta time
11. Imparfaite perfection
12. Le mariage : Allons de l'avant

### Troisième saison (2023)
Elle se compose de huit épisodes, sans titres, numérotés de 25 à 32, et diffusée à partir du 3 avril 2023 sur TF1.

## Accueil

### Audiences et diffusion

#### Première saison
| Épisode        | Diffusion              | Diffusion      | Audience moyenne          | Audience moyenne                       | Classement des audiences | Réf.   |
| Épisode        | Jour                   | Horaire        | Nombre de téléspectateurs | Part de marché (sur les 4 ans et plus) | Classement des audiences | Réf.   |
| -------------- | ---------------------- | -------------- | ------------------------- | -------------------------------------- | ------------------------ | ------ |
| 1              | Lundi 1er février 2021 | 21:05 - 22:00  | 5 410 000                 | 22,2 %                                 | 1er                      | [ 9 ]  |
| 2              | Lundi 1er février 2021 | 22:00 - 22:55  | 4 670 000                 | 22,3 %                                 | 1er                      | [ 9 ]  |
| 3              | Lundi 8 février 2021   | 21:05 - 22:00  | 4 270 000                 | 17,5 %                                 | 1er                      | [ 10 ] |
| 4              | Lundi 8 février 2021   | 22:00 - 22:55  | 3 790 000                 | 19,6 %                                 | 1er                      | [ 10 ] |
| 5              | Lundi 15 février 2021  | 21:05 - 22:00  | 4 140 000                 | 17,3 %                                 | 1er                      | [ 11 ] |
| 6              | Lundi 15 février 2021  | 22:00 - 22:55  | 3 570 000                 | 18 %                                   | 1er                      | [ 11 ] |
| 7              | Lundi 22 février 2021  | 21:05 - 22:00  | 4 230 000                 | 18,5 %                                 | 1er                      | [ 12 ] |
| 8              | Lundi 22 février 2021  | 22:00 - 22:55  | 3 600 000                 | 19,9 %                                 | 1er                      | [ 12 ] |
| 9              | Lundi 1er mars 2021    | 21:05 - 22:00  | 4 180 000                 | 18,2 %                                 | 1er                      | [ 13 ] |
| 10             | Lundi 1er mars 2021    | 22:00 - 22:55  | 3 490 000                 | 19,9 %                                 | 1er                      | [ 13 ] |
| 11             | Lundi 8 mars 2021      | 21:05 - 22:00  | 3 800 000                 | 15,6 %                                 | 2e                       | [ 14 ] |
| 12             | Lundi 8 mars 2021      | 22:00 - 22:55  | 3 390 000                 | 17,4 %                                 | 2e                       | [ 14 ] |
| Moyenne finale | Moyenne finale         | Moyenne finale | 4 040 000                 | 18,9 %                                 | -                        | [ 15 ] |

| Épisode | Diffusion                | Diffusion     | Audience moyenne          | Audience moyenne                       | Réf.   |
| Épisode | Jour                     | Horaire       | Nombre de téléspectateurs | Part de marché (sur les 4 ans et plus) | Réf.   |
| ------- | ------------------------ | ------------- | ------------------------- | -------------------------------------- | ------ |
| 1       | Mercredi 27 janvier 2021 | 20:20 - 21:15 | 142 820                   |                                        | [ 16 ] |
| 2       | Mercredi 27 janvier 2021 | 21:20 - 22:15 |                           |                                        |        |

#### Deuxième saison
| Épisode        | Diffusion             | Diffusion      | Audience moyenne          | Audience moyenne                       | Classement des audiences | Réf.   |
| Épisode        | Jour                  | Horaire        | Nombre de téléspectateurs | Part de marché (sur les 4 ans et plus) | Classement des audiences | Réf.   |
| -------------- | --------------------- | -------------- | ------------------------- | -------------------------------------- | ------------------------ | ------ |
| 1              | Lundi 31 janvier 2022 | 21:05 - 22:00  | 3 690 000                 | 17 %                                   | 1er                      | [ 17 ] |
| 2              | Lundi 31 janvier 2022 | 22:00 - 22:55  | 3 110 000                 | 17,3 %                                 | 1er                      | [ 17 ] |
| 3              | Lundi 7 février 2022  | 21:05 - 22:00  | 3 530 000                 | 16,8 %                                 | 1er                      | [ 18 ] |
| 4              | Lundi 7 février 2022  | 22:00 - 22:55  | 3 040 000                 | 18,1 %                                 | 1er                      | [ 18 ] |
| 5              | Lundi 14 février 2022 | 21:05 - 22:00  | 2 980 000                 | 14,3 %                                 | 1er                      | [ 19 ] |
| 6              | Lundi 14 février 2022 | 22:00 - 22:55  | 2 510 000                 | 15 %                                   | 1er                      | [ 19 ] |
| 7              | Lundi 21 février 2022 | 21:05 - 22:00  | 3 070 000                 | 14,1 %                                 | 2e                       | [ 20 ] |
| 8              | Lundi 21 février 2022 | 22:00 - 22:55  | 2 670 000                 | 15 %                                   | 2e                       | [ 20 ] |
| 9              | Lundi 28 février 2022 | 21:05 - 22:00  | 2 950 000                 | 13,7 %                                 | 3e                       | [ 21 ] |
| 10             | Lundi 28 février 2022 | 22:00 - 22:55  | 2 470 000                 | 14,6 %                                 | 3e                       | [ 21 ] |
| 11             | Lundi 7 mars 2022     | 21:05 - 22:00  | 3 210 000                 | 15 %                                   | 1er                      | [ 22 ] |
| 12             | Lundi 7 mars 2022     | 22:00 - 22:55  | 2 840 000                 | 17,8 %                                 | 1er                      | [ 22 ] |
| Moyenne finale | Moyenne finale        | Moyenne finale | 2 740 000                 | 15,7 %                                 | -                        | [ 23 ] |

Légende :
- plus hauts scores d'audiences
- plus bas scores d'audiences

#### Troisième saison
| Épisode        | Diffusion           | Diffusion      | Audience moyenne          | Audience moyenne                       | Classement des audiences | Réf.   |
| Épisode        | Jour                | Horaire        | Nombre de téléspectateurs | Part de marché (sur les 4 ans et plus) | Classement des audiences | Réf.   |
| -------------- | ------------------- | -------------- | ------------------------- | -------------------------------------- | ------------------------ | ------ |
| 1              | Lundi 3 avril 2023  | 21:10 - 22:05  | 3 050 000                 | 14,4 %                                 | 2e                       | [ 24 ] |
| 2              | Lundi 3 avril 2023  | 22:05 - 23:00  | 2 330 000                 | 14,8 %                                 | 2e                       | [ 24 ] |
| 3              | Lundi 10 avril 2023 | 21:10 - 22:05  | 2 790 000                 | 13,4 %                                 | 2e                       | [ 25 ] |
| 4              | Lundi 10 avril 2023 | 22:05 - 23:00  | 2 340 000                 | 14,6 %                                 | 2e                       | [ 25 ] |
| 5              | Lundi 17 avril 2023 | 21:10 - 22:05  | 2 930 000                 | 13,7 %                                 | 2e                       | [ 26 ] |
| 6              | Lundi 17 avril 2023 | 22:05 - 23:00  | 2 380 000                 | 14,5 %                                 | 2e                       | [ 26 ] |
| 7              | Lundi 24 avril 2023 | 21:10 - 22:05  | 2 970 000                 | 14 %                                   | 2e                       | [ 27 ] |
| 8              | Lundi 24 avril 2023 | 22:05 - 23:00  | 2 650 000                 | 16,3 %                                 | 2e                       | [ 27 ] |
| Moyenne finale | Moyenne finale      | Moyenne finale | 2 680 000                 | 14,5 %                                 | 2e                       | [ 28 ] |

Légende :
- plus hauts scores d'audiences
- plus bas scores d'audiences

## Remarques
À noter de nombreux anachronismes dans les scènes se déroulant en 1981 :
- L'expression « trop cool ! » n'existait pas à l'époque[réf. nécessaire].
- Le titre Atomic de Blondie que l'on entend dans un remix des années 2000 alors que l'héroïne est censée l'écouter sur une platine disque en mai 1981.
- Les "clapets" des canettes à boire ne restaient pas attachées aux canettes quand on les débouchait.